# Luciana Diniz

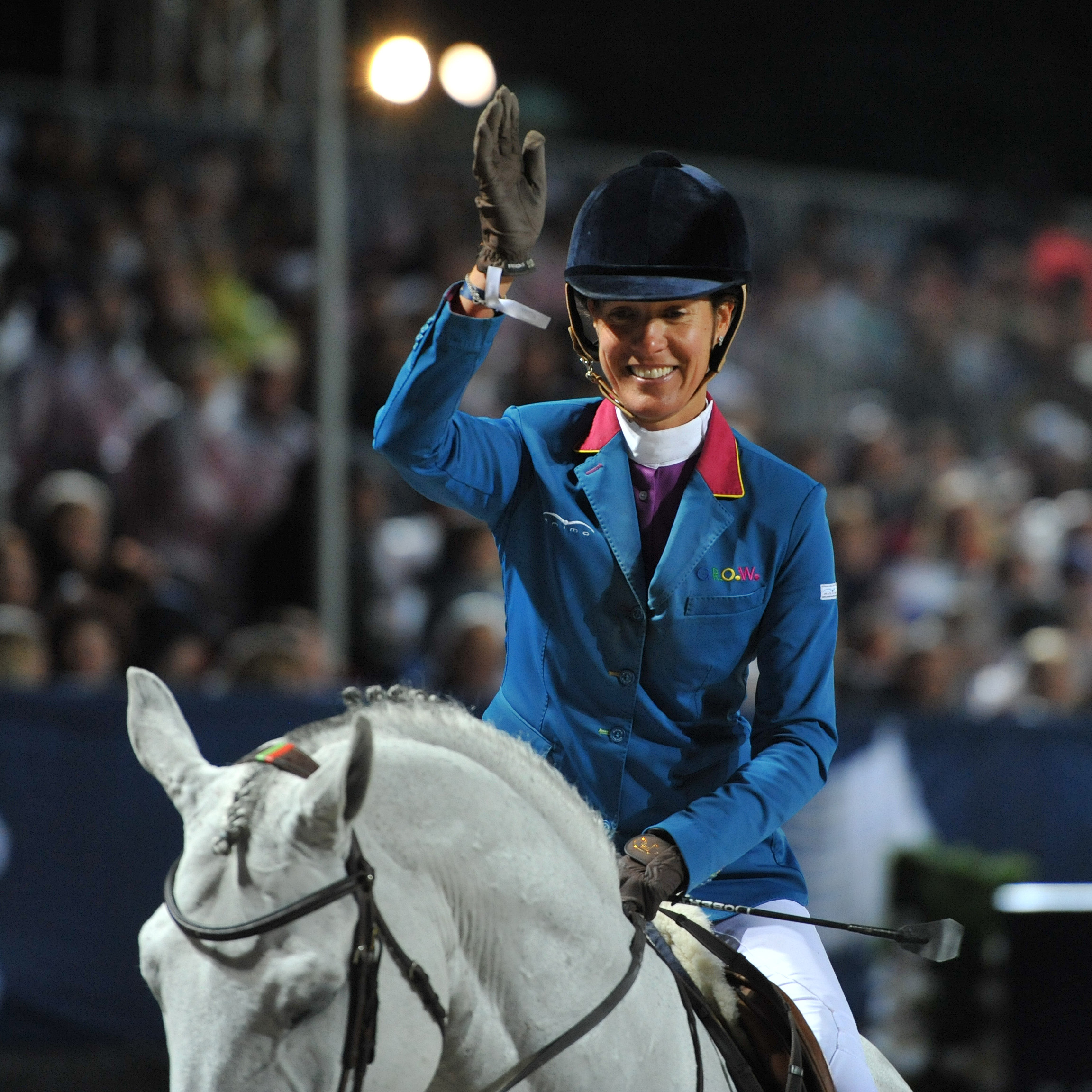
Luciana Diniz mit Winningmood bei den Vienna Masters 2013

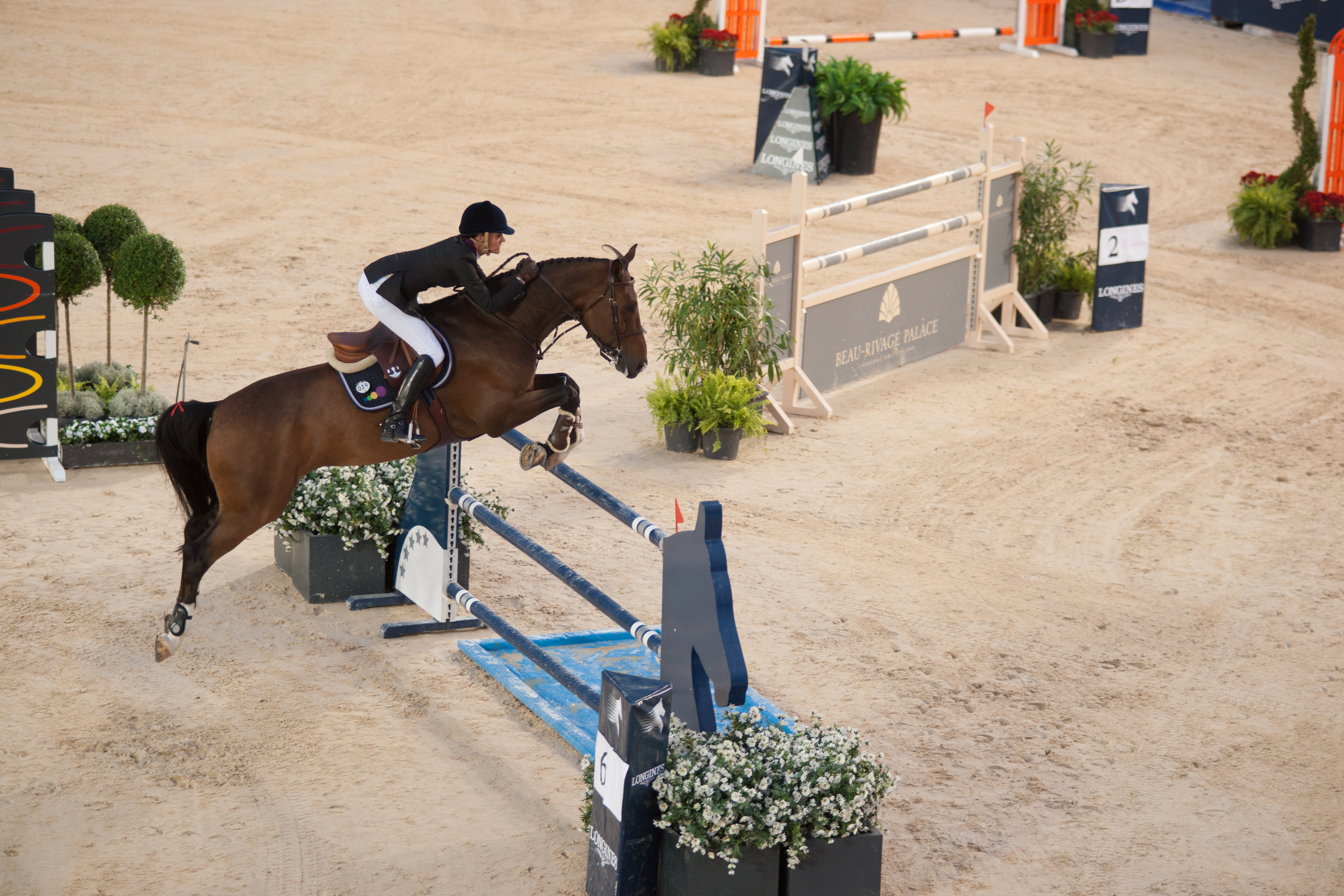
Luciana Diniz mit Lennox (2013)

Luciana Diniz (* 11. Oktober 1970 in São Paulo) ist eine gebürtig brasilianische Springreiterin, die für Portugal startet.

## Privates
Luciana Diniz ist die Tochter des Polospielers Arnaldo Diniz und der ehemaligen brasilianischen Dressurreiterin und achtmaligen brasilianischen Meisterin Lica Diniz. Zwei ihrer Brüder (Andre und Fabio) sind ebenfalls Polospieler, ein dritter (Arnaldo Filho) ist Rennfahrer. Ihr Cousin Pedro Diniz war als Rennfahrer in der Formel 1 aktiv.
Sie war mit dem deutschen Springreiter Andreas Knippling verheiratet, aus dieser Ehe gingen zwei Söhne hervor. Sie lebt in Sankt Augustin.  Diniz betreibt eine Reitanlage in Wachtberg-Niederbachem bei Bonn.

## Werdegang

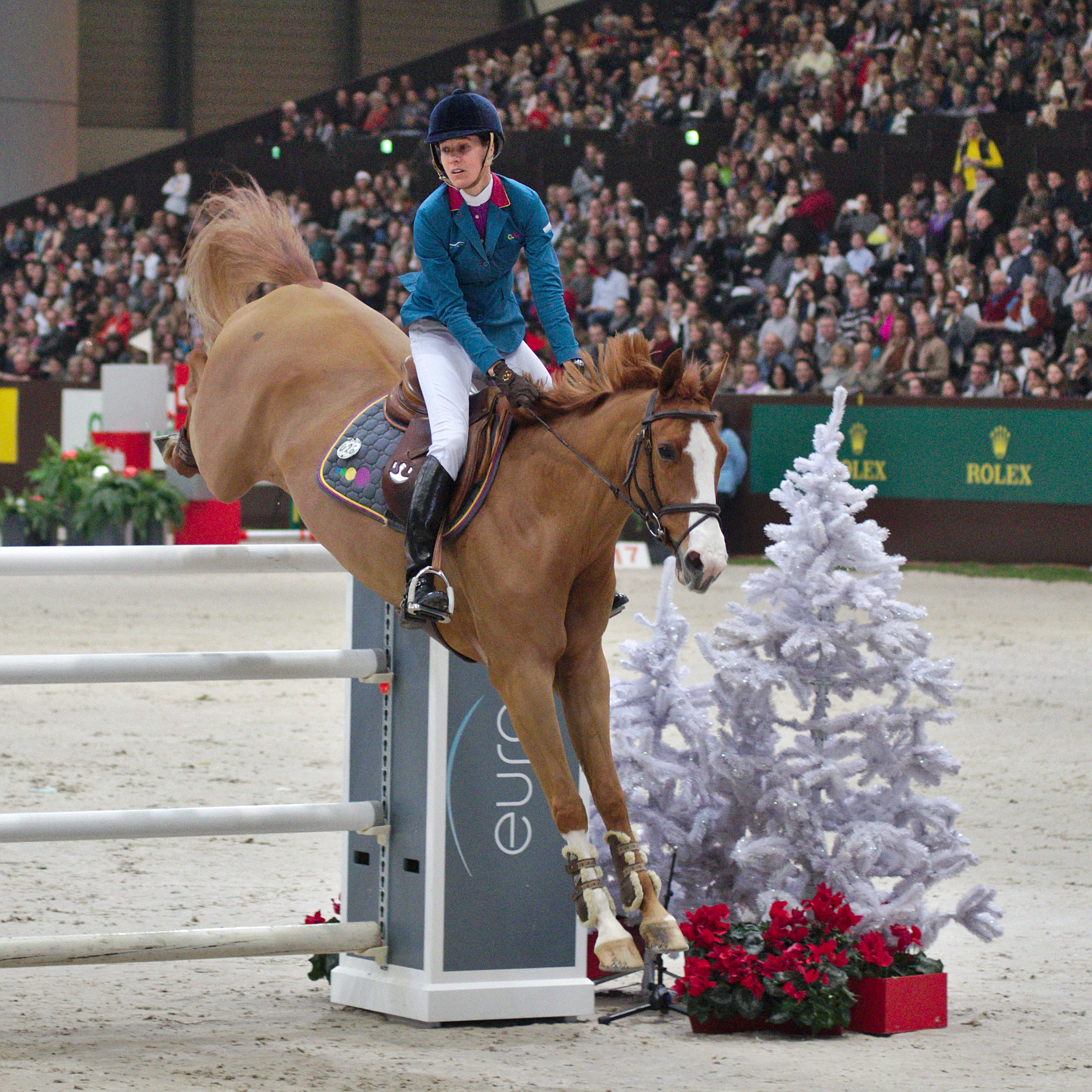
Luciana Diniz mit Fit for Fun beim CHI Genf 2013

Im Sport trat Luciana Diniz zunächst für Brasilien an. Sie begann mit dem Reiten im Alter von neun Jahren, zwei Jahre später begann sie mit dem Springreiten. Im Alter von 18 Jahren verließ sie São Paulo und zog nach Belgien, wo sie von Nelson Pessoa trainiert wurde.
Diniz nahm mit ihrem Pferd Graf Grande als Mitglied der brasilianischen Mannschaft an den Weltreiterspielen 1994 in Den Haag und 2004 mit ihrem Pferd Mariachi ebenfalls als Mannschaftsmitglied an den Olympischen Spielen in Athen teil. Die Mannschaft erreichte den neunten Platz.
Im Jahr 1998 gewann Luciana Diniz mit Dover den Licher Großen Preis beim CSI in Aachen. Sie war ebenfalls mit ihrem Pferd Dover Zweite beim Großen Preis von Wiesbaden im Jahr 2005, nachdem sie den beiden Jahren zuvor dort mit Meautry’s Locarno (2004) bzw. Dover (2003) den dritten Platz erreicht hatte.
Für die Weltreiterspiele 2006 konnte sie sich nicht als Teil der brasilianischen Mannschaft qualifizieren. Dem bereits länger bestehenden Wunsch ihres Großvaters folgend, wechselte sie ihre Nationalität und geht seitdem für Portugal an den Start. Für Portugal gelang ihr die Qualifikation für die Weltreiterspiele 2006, wo sie mit Dover auf den 23. Platz kam. Dover wurde 2009 mit 20 Jahren aus dem Sport verabschiedet.
Von 2007 bis 2015 nahm Luciana Diniz an allen Europameisterschaften teil, auch bei den Olympischen Spielen 2012 war sie am Start.
Luciana Diniz war 2007 in einigen 5-Sterne-Grand Prix vorne platziert. Außerdem war sie 5. im Großen Preis des Weltcupturniers in Stuttgart und gewann das Zeitspringen der Europameisterschaft. 2008 war sie bereits in den Großen Preisen der Weltcupturniere vorne platziert (2. in Bordeaux, 3. in Amsterdam) und gewann den Großen Preis von Paderborn. Im Jahr 2010 wurde sie beim Weltcupfinale in Genf Vierte. Aufgrund eines Sieges im Großen Preis von Wiesbaden und dritten Plätzen in den Großen Preisen von Paderborn und München gewann sie 2012 die Gesamtwertung der Riders Tour. Anfang 2013 gewann sie mit Lennox das Weltcupspringen von Zürich, zwei Jahre später siegte sie mit Fit For Fun im Großen Preis von Basel.
Luciana Diniz nimmt seit Jahren erfolgreich an vielen Springen der Global Champions Tour teil. Die Global Champions Tour-Saison 2011 schloss sie auf Rang fünf der Gesamtwertung ab, 2013 war es Platz sieben der Gesamtwertung und 2014 der neunte Rang. In der Saison 2015 gewann sie die Global Champions Tour-Etappen von Madrid, Wien und Doha und sammelte auch bei weiteren Wertungsprüfungen gute Platzierungen, so dass sie die Global Champions Tour-Gesamtwertung 2015 auf den ersten Rang abschloss.
Ihre dritten Olympischen Spiele bestritt sie 2016 in Rio de Janeiro. Vor dem Publikum ihres Geburtslandes kam sie mit Fit for Fun auf den neunten Rang der Einzelwertung. Im Juni 2018 gewann Diniz den Großen Preis der Schweiz in St. Gallen. Einen Monat später wurde sie, wie bereits ein Jahr zuvor, mit Fit for Fun Zweite im Großen Preis von Aachen.
Im November 2013 befand sich Luciana Diniz auf Platz vier der Springreiter-Weltrangliste der FEI.

## Erfolge

### Championate und Weltcup
- Olympische Sommerspiele:
  - 2004, Athen: mit Mariachi 38. Platz im Einzel und 9. Platz mit der brasilianischen Mannschaft
  - 2012, London: mit Lennox 17. Platz im Einzel
  - 2016, Rio de Janeiro: mit Fit for Fun 9. Platz im Einzel

- Weltreiterspiele:
  - 1994, Den Haag: mit Graf Grande 46. Platz im Einzel und 4. Platz mit der brasilianischen Mannschaft
  - 2006, Aachen: mit Dover 23. Platz im Einzel

- Europameisterschaften:
  - 2007, Mannheim: mit Locarno 57. Platz im Einzel
  - 2009, Windsor: mit Winningmood 38. Platz im Einzel und 17. Platz mit der portugiesischen Mannschaft
  - 2011, Madrid: mit Winningmood 9. Platz im Einzel und 10. Platz mit der portugiesischen Mannschaft
  - 2013, Herning: mit Winningmood 16. Platz im Einzel und 11. Platz mit der portugiesischen Mannschaft
  - 2015, Aachen: mit Fit for Fun 50. Platz im Einzel und 19. Platz mit der portugiesischen Mannschaft
  - 2017, Göteborg: mit Fit for Fun 27. Platz im Einzel und 11. Platz mit der portugiesischen Mannschaft

- Weltcup:
  - Teilnahme an allen Weltcupfinals von 2010 bis 2014
  - 2010, Genf: 4. Platz mit Winningmood

## Pferde

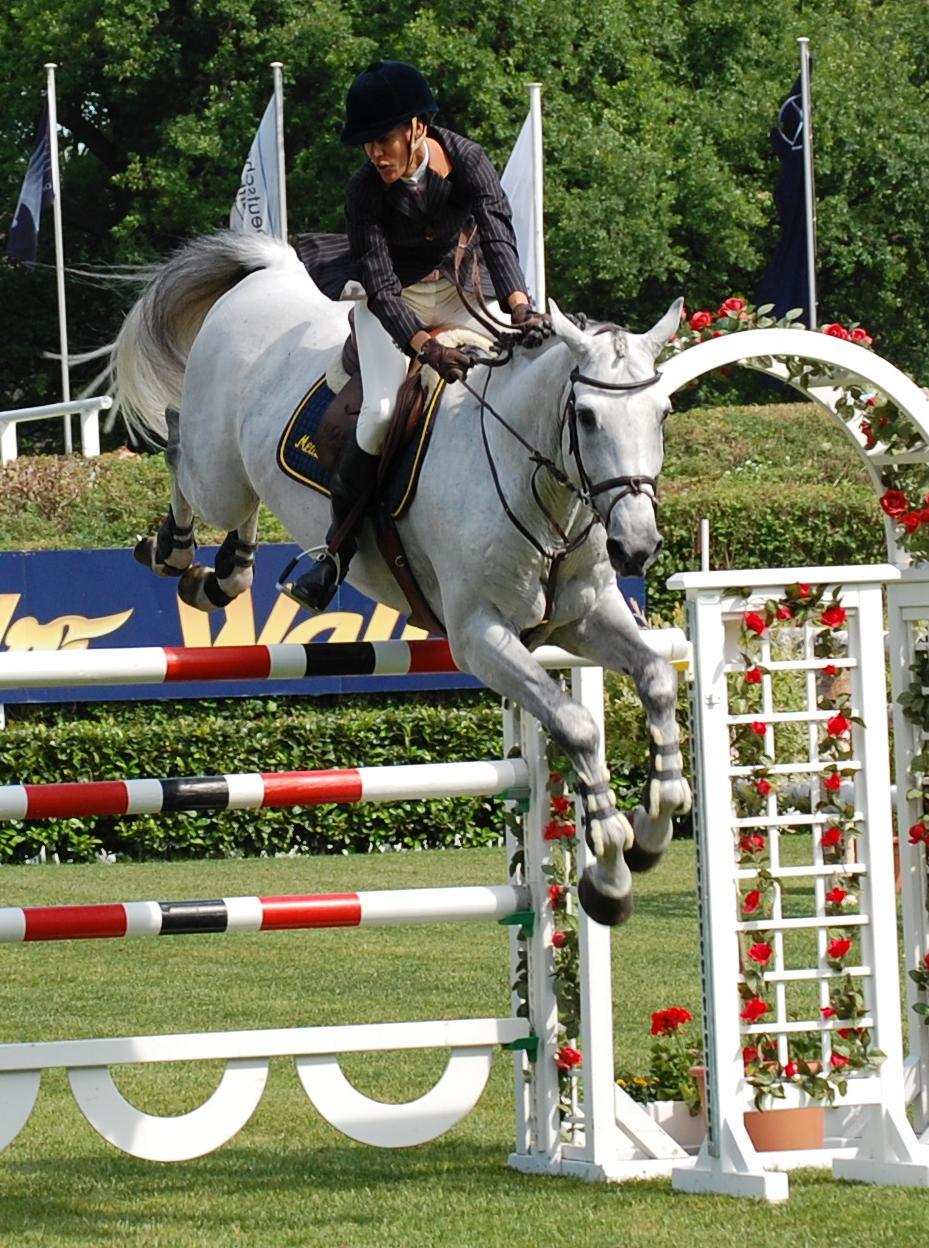
Luciana Diniz mit Winningmood beim Championat von Hamburg 2011 (CSI 5*)

### Aktuelle Turnierpferde
- Fit for Fun 13 (* 2004), Hannoveraner Fuchsstute, Vater: For Pleasure, Muttervater: Fabriano[9]
- Lennox (* 2001), brauner Oldenburger Hengst, Vater: Lifestyle, Muttervater: Grannus[10]
- Winningmood (* 1999, Zuchtname: Winningmood van de Arenberg), Belgischer Schimmelhengst, Vater: Darco, Muttervater: Cassini I; bis April 2009 von Ludo Philippaerts geritten[11]

### Ehemalige Turnierpferde von Luciana Diniz
- Graf Grande (* 1982), brauner Hannoveraner Wallach[12]
- Dover (* 1989), Brasilianisches Reitpferd, Fuchshengst, Vater: Folclorico xx, Muttervater: Remanso, 2009 aus dem Sport verabschiedet[13]
- Mariachi (* 1993), Belgisches Sportpferd (sBs), brauner Hengst, Vater: Jalisco B, Muttervater: Galant de la Cour[14]
- Meautry's Locarno (* 1995), dunkelbrauner Holsteiner Wallach, Vater: Loran, Muttervater: Lombard[15]